# Erlanger Theologie
Die Erlanger Theologie (auch: Erlanger Schule, selten: fränkische Erweckungstheologie) ist eine in Erlangen entstandene theologische Richtung innerhalb der protestantischen Erweckungstheologie.

## Ursprung und Bedeutung
Die Erlanger Theologie – auch Erlanger Schule genannt – gehört in das Feld der neulutherischen konfessionellen Theologie. Diese Ausrichtung hat jedoch keinen repristinativen Ansatz, wie beispielsweise bei Ernst Wilhelm Hengstenberg. Manchmal wird die Erlanger Schule auch komplett zum Neuluthertum gerechnet.
Ihre Wurzeln lagen in der Erweckungsbewegung des beginnenden 19. Jahrhunderts, in der der auch in der Theologie noch lange verwurzelte Vernunftgläubigkeit des Rationalismus (siehe dort zur Entwicklung) entschieden Widerspruch geleistet wurde. Die Vertreter der Erlanger Schule, die sich zu dieser Zeit an der damals noch kleinen Erlanger Universität sammelten, waren noch überwiegend Nicht-Theologen. Lediglich Christian Krafft war kein Laie. Neben ihm waren der Orientalist Johann Arnold Kanne (1819–1824 in Erlangen), der romantische Philosoph Gotthilf Heinrich von Schubert (1819–1827 in Erlangen) und der Geologe und Pädagoge Karl Georg von Raumer wirksam. Auch Friedrich Schellings Vorlesungen 1821–1823, dann Schleiermachers und Hegels Werk und die Beiträge Theodor Lehmus’ wirkten enorm. Durch letzteren gewann vermittelt durch die Ausgabe von Friedrich von Roth das Werk des philosophischen Schriftstellers Johann Georg Hamann in nicht zu unterschätzender Weise Einfluss auf Erlangen:
Hamann, wie in der neueren Forschung gern hervorgehoben wird, nahm in seinem Leben wie seinem Werk schon bedeutsame Eckdaten der beginnenden Erlanger Schule, wie die »extrarationale« Erfahrung der Wiedergeburt, die »Herablassung« Gottes in die Heilsgeschichte wie auch die Neuentdeckung Luthers, vorweg. Und wenn, wie Friedrich von Roth schreibt „unter allen Deutschen, die seit Luther gewesen sind, […] vielleicht keiner demselben ähnlicher an Sinn und Rede gewesen [ist] wie J.G. Hamann“, so wundert es nicht, dass im 19. Jahrhundert Erlangen zu einem „[…] Zentrum der Hamann-Verehrung und einer Stätte des Hamann-Studiums“ (Friedrich Wilhelm Kantzenbach) wurde.

## Repräsentanten
Der genannte Friedrich Roth war auch (zusammen mit Friedrich Immanuel Niethammer) der Herausgeber eines Büchleins mit dem Titel Die Weisheit D. Martin Luthers (3 Bde. 1825–1838), das das neu erwachte Luther-Interesse anschaulich belegt. Roth, später durch König Ludwig I. zum Präsidenten des Münchener Oberkonsistoriums berufen, war in dieser Position dann für die entscheidenden Berufungen von Adolf Harleß, Johann Wilhelm Friedrich Höfling, Gottfried Thomasius, Hermann Olshausen und Johann Christian Konrad von Hofmann verantwortlich.
Haupt-Organ der gerade entstehenden Erlanger Schule wurde aber das Homiletisch-liturgische Correspondenzblatt (HLC), das nicht nur die wiedergewonnene Frömmigkeit transportierte, sondern dies auch in ungewohnt polemischer, manches Mal an die Satire oder Persiflage heranreichender Weise tat. Hier stachen vor allem die Brüder August Bomhard und Heinrich Bomhard hervor – die beispielsweise über die rationalistischen Prediger ihrer Zeit zu sagen wussten:
„Die Moralpredigten erinnern an jenen Hausvater, der seinen Kindern eine gebratene Gans an die Wand malen ließ, an welcher sie alle Sonntage das Brot reiben durften zum köstlichen Imbiss.“ (Homiletisch-liturgisches Correspondenzblatt 1826, S. 313 ff)
Die Erlanger Theologie begann also nicht mit der rationalen Erkenntnis oder der kritischen Erforschung der Schrift, sondern der Neusetzung des Menschen, seiner sog. Wiedergeburt im Glauben. Zu dieser Erfahrung der Wiedergeburt gehörte dann auch die überindividuelle Faktizität der kirchlichen Normen (Schrift und Bekenntnis). Ihr korrespondierte die Offenbarung als Pendant, in dem nicht mehr der Mensch (und dessen ratio), sondern Gott Subjekt war. Eine Grundlage, auf der (wie gesagt) nun Luther wie auch die Bekenntnisschriften wiederentdeckt werden könnten:
„Ich kann die Überraschung und Rührung nicht beschreiben, mit welcher ich fand, dass deren [sc. der Bekenntnisschriften] dem konform sei, wessen ich aus der Schrift und aus der Erfahrung des Glaubens gewiss geworden.“ (Harleß)
Neben den schon erwähnten Vertretern der Erlanger Theologie Harleß, Höfling, Thomasius (Kenosis-Theologie), Olshausen, und Hofmann sind weiter Reinhold Frank und Theodosius Harnack zu nennen. Adolf Harleß wiederum wirkte in Leipzig auch auf Franz Delitzsch, Karl Friedrich August Kahnis und über Hofmann auch auf Christoph Ernst Luthardt.

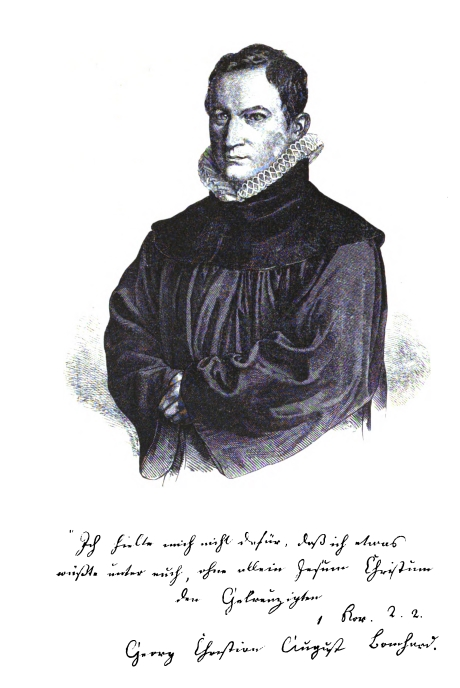
Georg Christian August Bomhard (1787–1869)
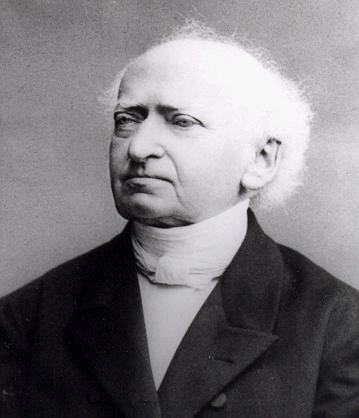
Franz Delitzsch (1813–1890)
Reinhold von Frank (1827–1894)
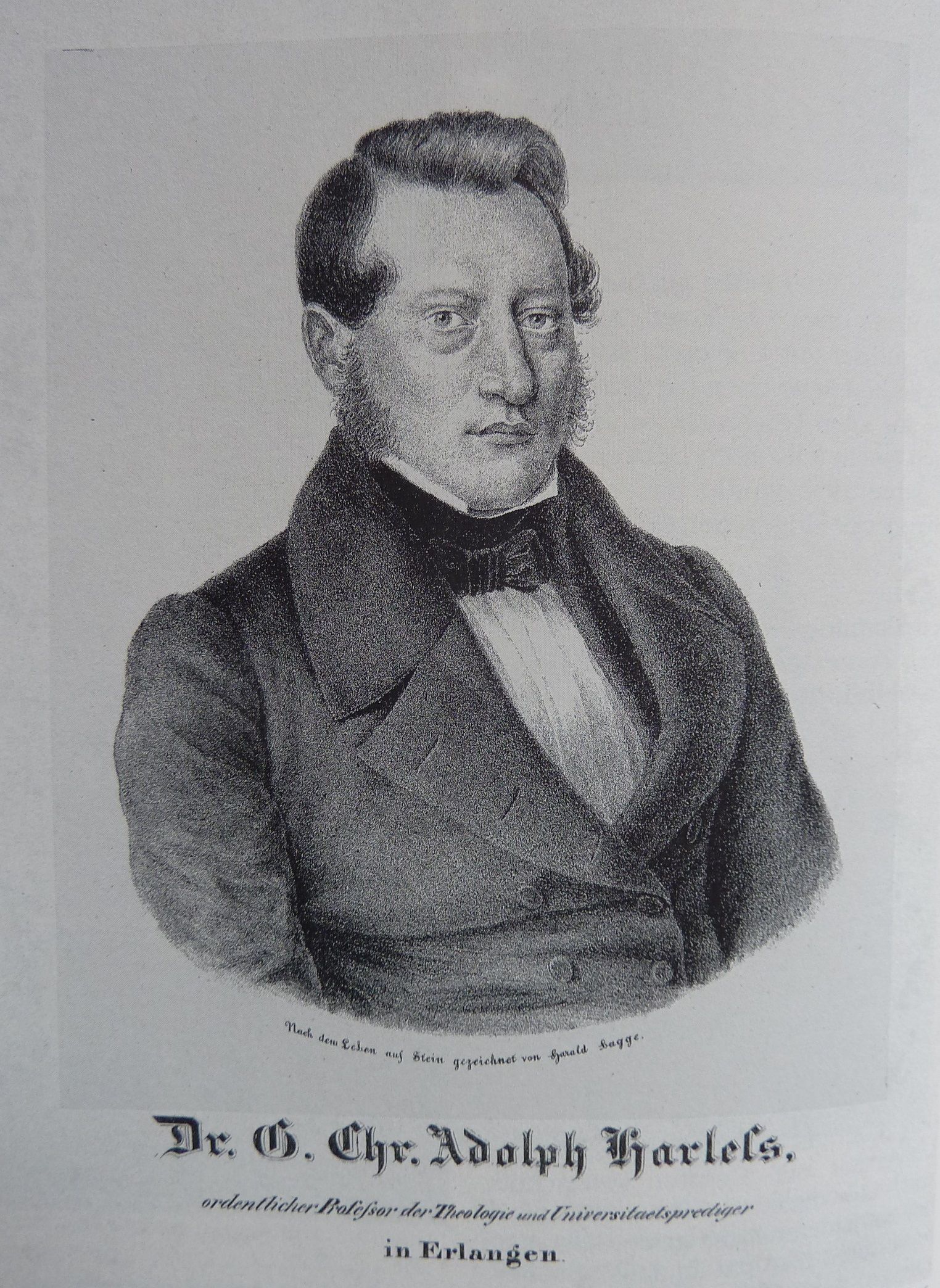
Adolf von Harleß (1806–1879)
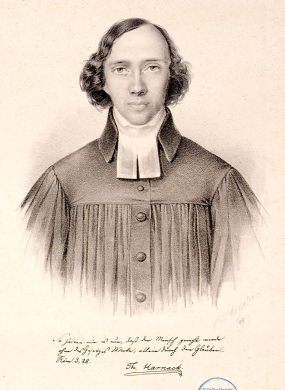
Theodosius Harnack (1817–1889)
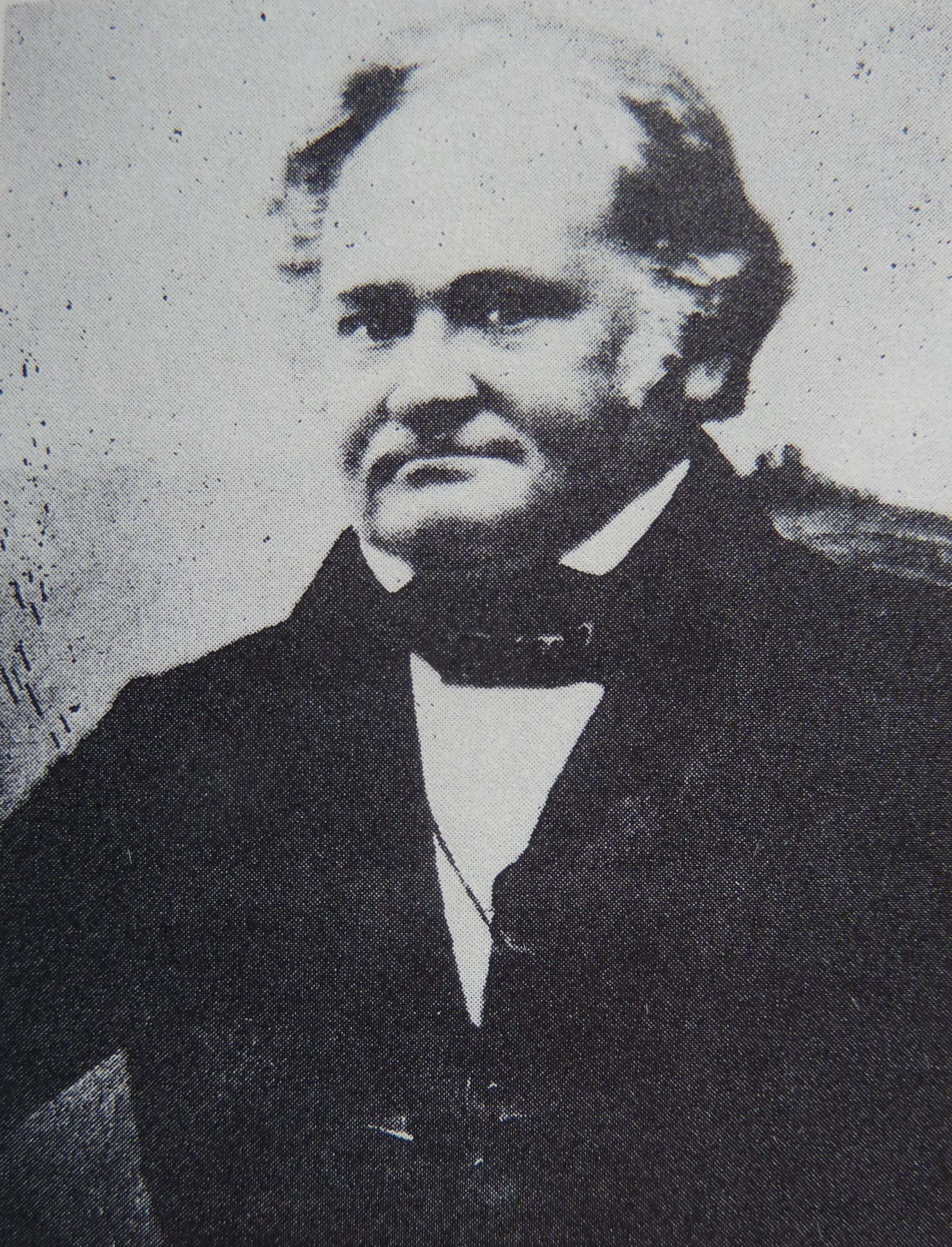
Johann Wilhelm Friedrich Höfling (1802–1853)
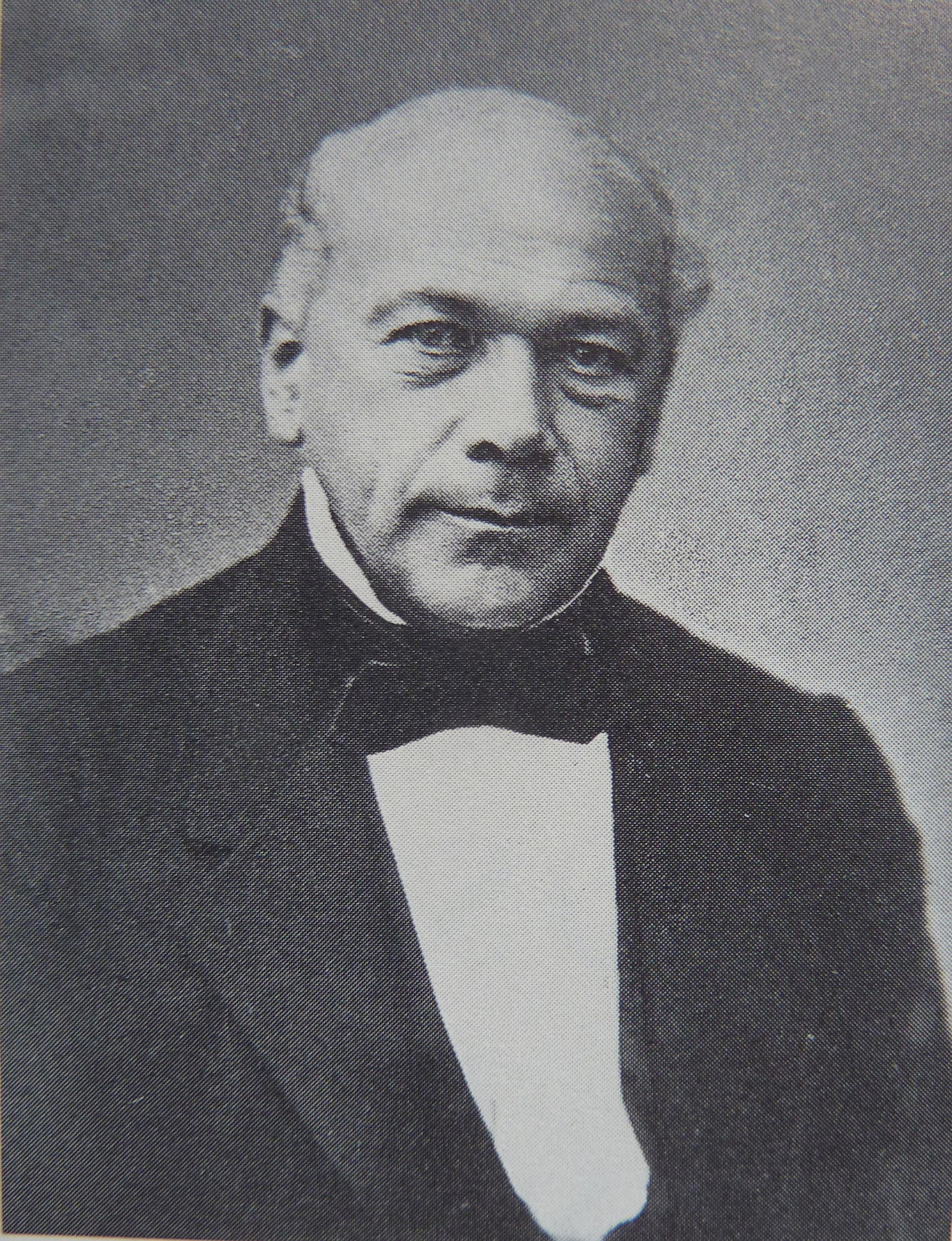
Johann Christian Konrad Hofmann (1810–1877)
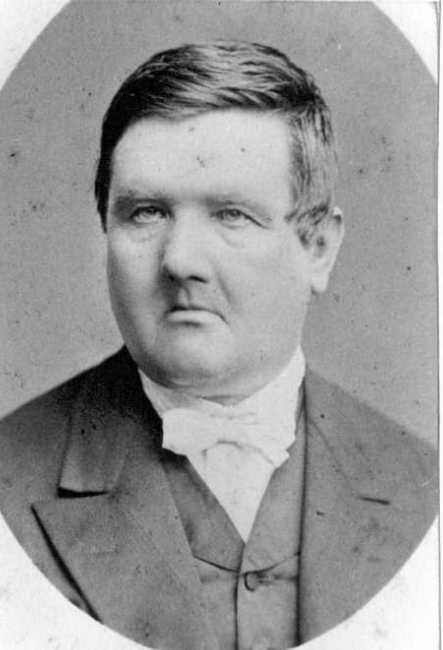
Karl Friedrich Kahnis (1814–1888)
Christoph Ernst Luthardt (1823–1902)
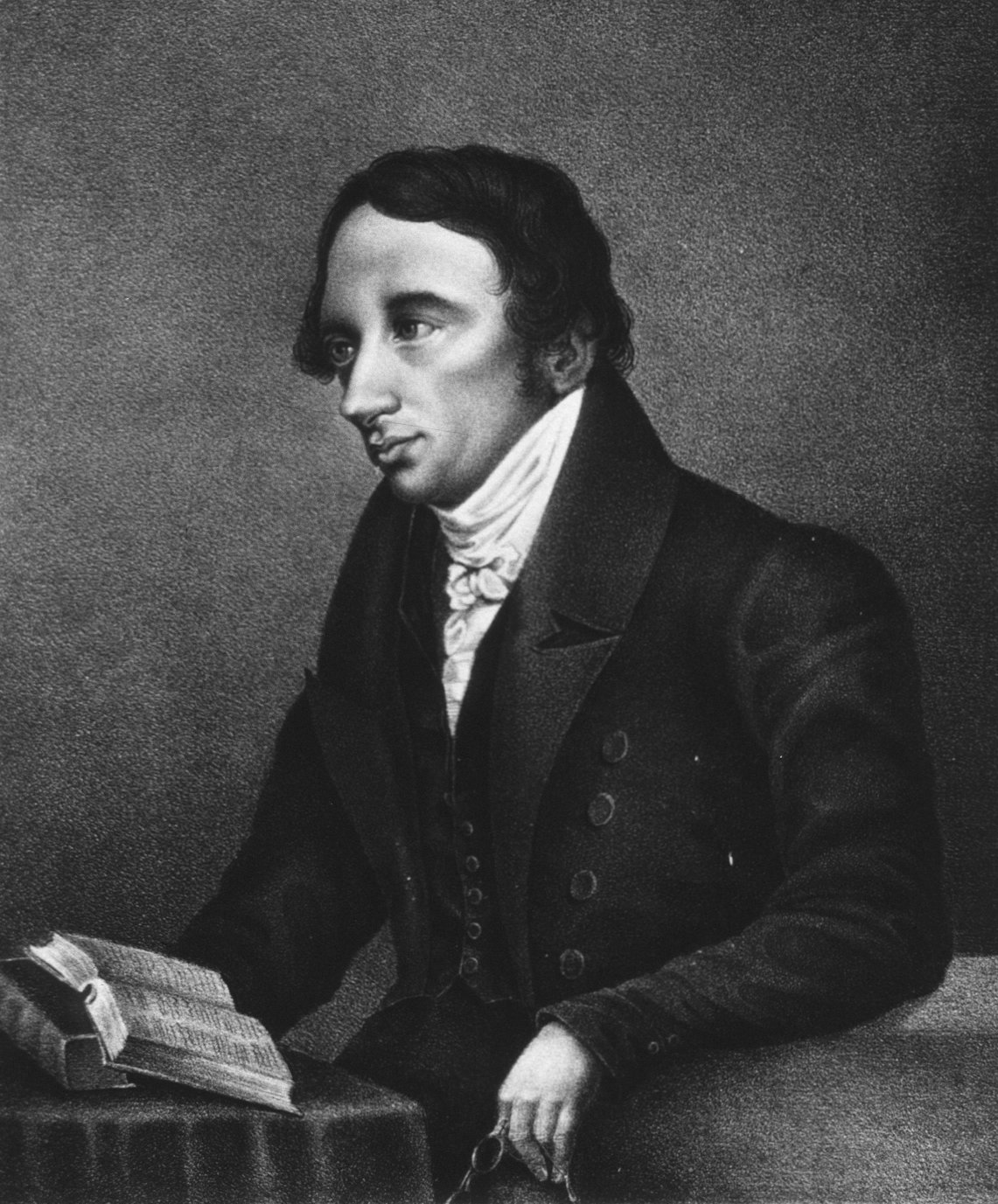
Hermann Olshausen (1796–1839)